# Rokitki (Chojnów)

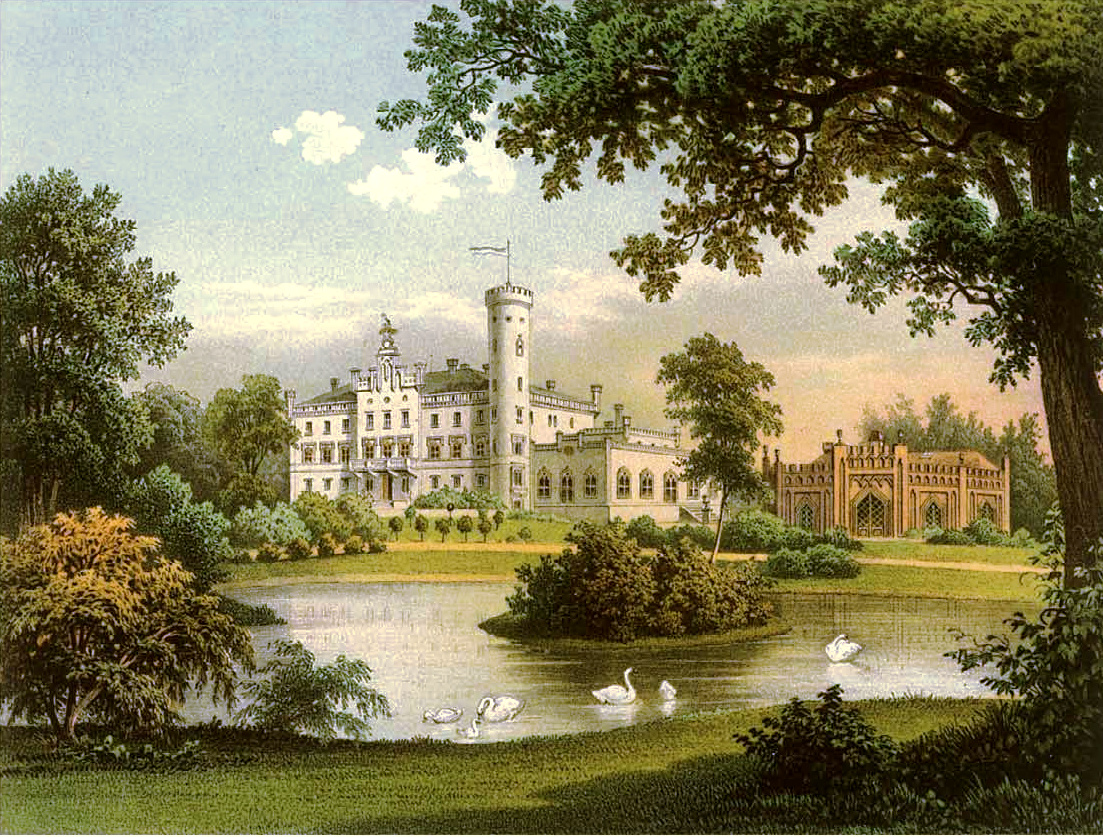
Schloss Reisicht (abgerissen 1956), Heimat der Familien Bibran-Modlau und später Senden-Bibran

Karte Gustav von Senden-Bibran, 1901 Reisicht

Rokitki (deutsch Reisicht/reisicht-Haynau’sch) ist ein Dorf in der Gemeinde Chojnów, im Powiat Legnicki, Woiwodschaft Niederschlesien, im südwestlichen Polen. Reisicht war ein älterer Herrensitz verschiedener Adelsgeschlechter.

## Lage
Der Ort liegt ca. neun Kilometer nördlich von Chojnów (Haynau), 24 Kilometer nordwestlich von Legnica (Liegnitz) und 84 Kilometer westlich von Breslau. 

## Orts- und Gutsgeschichte
Nach dem Ersten Schlesischen Krieg wurde Reisicht 1741/42 mit dem größten Teil von Schlesien von Preußen annektiert. 1767 wurde die bestehende Kirche in Reisicht genannt. Vor 1945 lag Reisicht in Deutschland, u. a. im schlesischen Kreis Goldberg-Haynau.
Die einflussreiche Adelsfamilie Bibran-Modlau verfügte hier über Ländereien und ein großes Schloss und war zugleich Kirchenpatron. In der Mitte des 19. Jahrhunderts war Agnes Freiin von Kölichen-Bibran-Modlau (* 1812), Tochter des Ernst von Kölichen-Siegendorf, genannt Freiherr von Kölichen-Bibran und Modlau, und der Marie Freiin von Bibran und Modlau, Erbfrau auf Reisicht. Die Gutsherrin Agnes geb. von Kölichen, genannt Freiinn von Bibran und Modlau heiratete 1835 den Freiherrn Louis von Schuler-Senden (1804–1883). Die Familie der Gutsbesitzer nannte sich nun Senden-Bibran. Im Schloss lebte ebenso die Anverwandtschaft, so auch Gräfin Valerie von Nostitz (* 1836), geb. Freiin von Senden und Bibran, und ihre beiden Töchter.
1845 bestand Reisicht(-Hainauisch), im Besitz der Frau des Kreis-Deputierten Major von Senden, aus 81 Häusern, einem Schloss, einem Vorwerk, einer Erbscholtisei, 591 Einwohnern (14 katholisch und der Rest evangelisch), einer evangelischen Schule mit einem Lehrer unter der Kollatur des Dominiums (eingeschult: Klein-Tschirbsdorf und Ober-Birkfleck), einer Wassermühle mit vier Einwohnern, einer Brauerei, drei Wirtshäusern, acht Handwerkern, drei Händlern, 460 Schafen und 256 Rindern. Zur Gemeinde gehörten damals außerdem:
1. Ober- und Nieder-Birkfleck, auch Reisichter Birkfleck genannt, zum Unterschied vom Kotzenauer Birkfleck im Kreis Lüben, nördlich an der Lübener Kreisgrenze gelegen.
2. Nieder-Reisicht mit vier Gärtnerstellen zu Samitz in der Herrschaft Vorhaus.
3. Klein-Tschirbsdorf, ein kleines Dorf, südlich zwischen Reisicht und Groß-Tschirbsdorf gelegen, mit einem Vorwerk und einer Wassermühle.

Um 1917 war Otto Freiherr von Senden-Bibran Grundbesitzer des Rittergutes mit Tammendorf und dem nicht landtagsfähigen Gut Birkfleck, gesamt etwa 880 ha. 1937 war Leo Reichsgraf von Lüttichau-Prausnitz Schlossherr in Reisicht. Er residierte, obwohl Herr mehrerer Güter, mit seiner Frau Olga Freiin von Ellrichshausen, ihr gehörte Gut Schwärzerhof in Süddeutschland, in Reisicht. Ihre Kinder waren auch früh mit Landbesitz ausgestattet, Sohn Georg von Lüttichau teils sogar mit Farmen-Besitz in Südwestafrika und Sohn Conrad Tönne von Lüttichau mit dem benachbarten Gut Hohendorf. Birkfleck hatte hier den Status eines gutsherrlichen Vorwerks. In der Gesamtheit gehörten zum Schloss Reisicht noch 549 ha.
Das neugotische Schloss-Bauwerk wurde 1956 abgerissen, Reisicht zuvor in Rokitki umbenannt. Das Dorf hat eine Bevölkerung von 987.

## Söhne und Töchter der Stadt
- Lotte Stam-Beese (1903–1988), Fotografin, Architektin und Stadtplanerin
- Gustav von Senden-Bibran (1847–1909), Marineoffizier, Schiffskommandant, zuletzt Vizeadmiral der Kaiserlichen deutschen Marine